# James MacArthur
James MacArthur (8. prosinca 1937. – 28. listopada 2010.) je bio američki televizijski i filmski glumac. Najpoznatiji je po ulozi Dannyja "Danno" Williamsa u američkoj TV seriji "Hawaii Five-O".

## Vanjske poveznice
- James MacArthur u internetskoj bazi filmova IMDb-u (engl.)